# Heads of State
Heads of State är en amerikansk thriller- och actionfilm som hade premiär på Prime Video den 2 juli 2025. Filmen är regisserad av Ilya Naishuller efter ett manus skrivet av Josh Appelbaum, André Nemec och Harrison Query.

## Handling
Den brittiska premiärministern (Idris Elba) och USA:s president (John Cena) har en rivalitet som riskerar deras länders vänskap. När de hotas av en mäktig fiende, tvingas de förlita sig på varandra när de ger sig ut på en vild flykt i främmande land. Tillsammans med en MI6-agent (Priyanka Chopra Jonas), måste de hitta ett sätt att stoppa en konspiration som hotar den fria världen.

## Rollista (i urval)
- John Cena - Will Derringer
- Idris Elba - Sam Clarke
- Priyanka Chopra - Noel Bisset
- Jack Quaid
- Paddy Considine
- Stephen Root
- Carla Gugino
- Sarah Niles
- Richard Coyle
- Clare Foster
- Aleksandr Kuznetsov